# الدوري الإسباني الدرجة الثانية 1972–73
دوري الدرجة الثانية الإسباني 1972–73 (بالإسبانية: Segunda División de España 1972-73)‏ هو موسم من دوري الدرجة الثانية الإسباني. فاز فيه ريال مورسيا.